# Еванесцентне поле

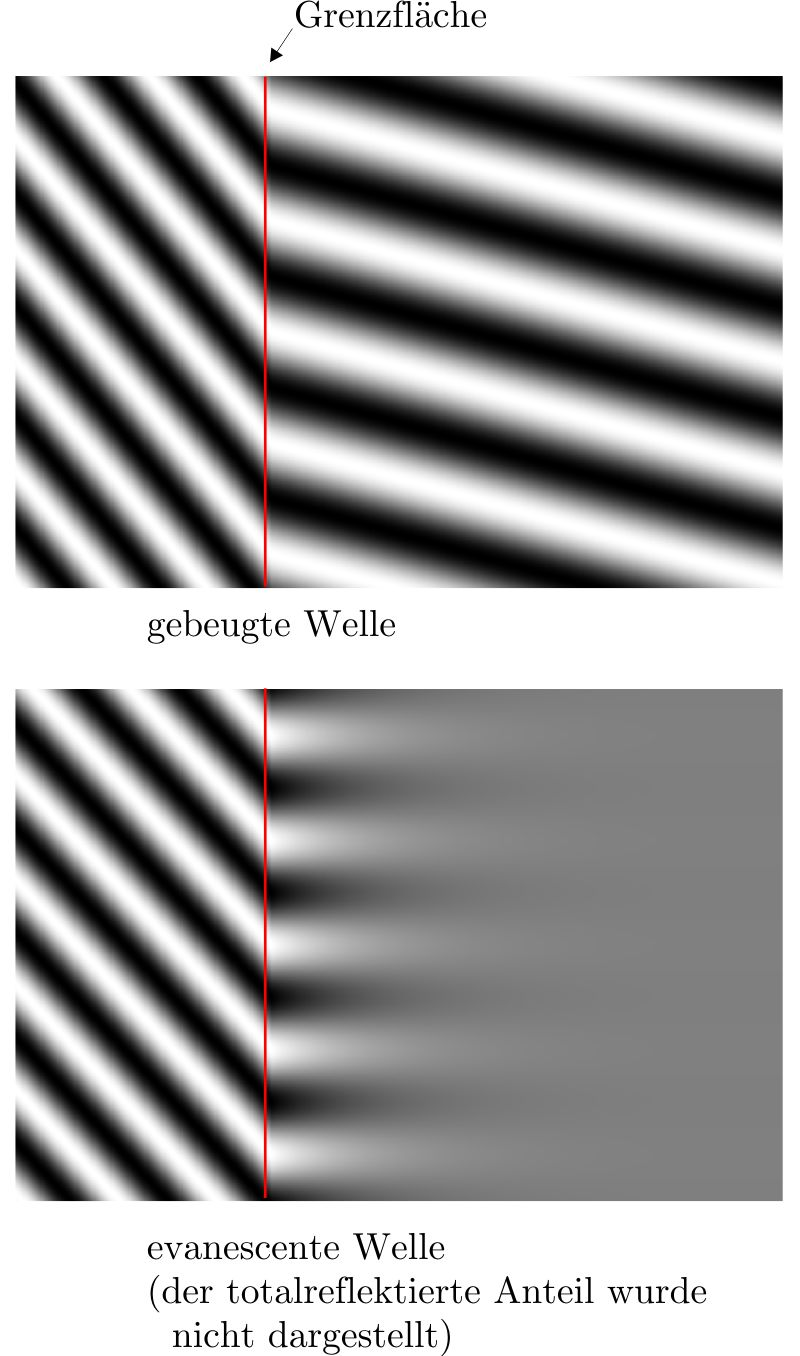
Схематичне зображення полів заломленої хвилі (верхній рисунок) і еванесцентного поля (нижній рисунок) при повному внутрішньому відбитті

Еванесцентне поле або еванесцентна хвиля (від англ. evanescent — «той, що зникає») — хвиля у близькому полі, що експоненційно згасає з відстанню. Еванесцентне поле здебільшого асоційоване з речовиною і найінтенсивніше в межах приблизно третини довжини хвилі оптичного, акустичного або електромагнітного джерела. Оптичне еванесцентне поле виникає під час повного внутрішнього відбиття.